# Cetian Shuiku
Cetian Shuiku är en reservoar i Kina. Den ligger i provinsen Shanxi, i den norra delen av landet, omkring 260 kilometer nordost om provinshuvudstaden Taiyuan. Cetian Shuiku ligger 948 meter över havet. Arean är 13,4 kvadratkilometer. Trakten runt Cetian Shuiku består i huvudsak av gräsmarker. Den sträcker sig 2,6 kilometer i nord-sydlig riktning, och 11,5 kilometer i öst-västlig riktning.
Genomsnittlig årsnederbörd är 679 millimeter. Den regnigaste månaden är juli, med i genomsnitt 165 mm nederbörd, och den torraste är januari, med 4 mm nederbörd.